# John Christopher Cutler
John Christopher Cutler, född 5 februari 1846 i Sheffield, död 30 juli 1928 i Salt Lake City, var en amerikansk republikansk politiker född i England. Han var Utahs guvernör 1905–1909.
Cutler och hans föräldrar konverterade till mormonismen och han kom till Utahterritoriet med familjen 18 år gammal. Cutler var verksam som affärsman och tjänstgjorde som registrator (county clerk) i Salt Lake County 1884–1890.
Cutler efterträdde 1905 Heber Manning Wells som Utahs guvernör och efterträddes 1909 av William Spry.
I juli 1928 sköt Cutler sig 82 år gammal i Salt Lake City och gravsattes sedan på Salt Lake City Cemetery.